# Alpmossa
Alpmossa (Oreoweisia torquescens) är en bladmossart som beskrevs av Roelof J.van der Wijk och Margadant 1959. Enligt Catalogue of Life ingår Alpmossa i släktet alpmossor och familjen Dicranaceae, men enligt Dyntaxa är tillhörigheten istället släktet alpmossor och familjen Rhabdoweisiaceae. Arten har ej påträffats i Sverige. Inga underarter finns listade i Catalogue of Life.